# Câncer relacionado ao trabalho
O câncer relacionado ao trabalho é o câncer causado por riscos ocupacionais. Vários tipos de câncer foram diretamente associados a riscos ocupacionais, incluindo carcinoma de limpadores de chaminés, mesotelioma e outros.

## Tipos de agentes de riscos
A exposição ocupacional a produtos químicos, poeiras, radiação e certos processos industriais tem sido associada ao câncer ocupacional. A exposição a produtos químicos causadores de câncer (cancerígenos) pode causar mutações que permitem que as células cresçam descontroladamente, causando câncer. Os agentes carcinógenos no local de trabalho podem incluir produtos químicos como anilinas, cromatos, dinitrotoluenos, arsênico e compostos inorgânicos de arsênico, berílio e compostos de berílio, compostos de cádmio e compostos de níquel. Poeiras que podem causar câncer incluem poeiras de couro ou madeira, amianto, formas cristalinas de sílica, agentes voláteis de alcatrão de carvão, emissões de fornos de coque, escapamentos de diesel e fumaça ambiental de tabaco. A luz solar, gás radônio e a exposição industrial, médica ou outra à radiação ionizante pode causar câncer no local de trabalho. Os processos industriais associados ao câncer incluem a produção de alumínio; fundações de ferro e aço; e mineração subterrânea com exposição a urânio ou radônio. O trabalho por turnos, que pode perturbar o ritmo circadiano, também foi identificado como um factor de risco para algumas formas de câncer em particular para o câncer de mama.
Outros fatores de risco para câncer incluem:
- Características pessoais, como idade, sexo e raça
- História familiar de câncer
- Obesidade
- Dieta e hábitos pessoais, como uso de tabaco e consumo de álcool
- A presença de certas condições médicas ou tratamentos médicos anteriores, incluindo quimioterapia, radioterapia ou alguns medicamentos supressores do sistema imunológico
- Certos agentes infecciosos (vírus, bactérias, parasitas), incluindo papilomavírus humano, vírus Epstein-Barr, vírus da hepatite B, vírus da hepatite C e Helicobacter pylori
- Exposição a agentes causadores de câncer no meio ambiente (por exemplo, luz solar, gás radônio, poluição do ar).

## Tipos de câncer
Os tipos de câncer comuns, suas exposições de rsico e ocupações incluem:
| Câncer                | Fonte | Exemplos de ocupações |
| --------------------- | --- | --- |
| Bexiga                | Benzidina, beta-naftilamina, 4-aminobifenil, arsênico                                                          | Borracha, couro, pavimentação, telhado, indústrias gráficas e têxteis; pintar/ produtos de tingimento; limpeza de chaminés; maquinistas; cabeleireiros e barbeiros; Motoristas de caminhão |
| Rim                   | Cádmio, tricloroetileno, herbicidas, Poeira de madeira                                                         | Pintura; metalurgia; petróleo, plásticos e indústrias têxteis |
| Laringe               | Amianto, pó de madeira, vapores de tinta                                                                       | Metalurgia; petróleo, borracha, plásticos e indústrias têxteis |
| Leucemia              | Formaldeído, benzeno, etileno óxido, pesticidas                                                                | Fabricação de borracha; Refinaria de oléo; sapataria, embalsamamento funerário |
| Fígado                | Arsênico, cloreto de vinila, aflatoxinas                                                                       | Fabricação de plástico |
| Pulmão                | Radon, fumo passivo, amianto, arsênico, cádmio, compostos de cromo, escapamento de diesel, mostarda de enxofre | Fabricação de borracha, pavimentação, coberturas, pintura, limpeza de chaminés, trabalhos de fundição de ferro e aço, soldagem                                                             |
| Linfoma               | Benzeno, 1, 3-butadieno, etileno óxido, herbicidas, inseticidas                                                | Fabricação de borracha, pintura, cabeleireiro ou barbeiro |
| Mesotelioma           | Amianto | Mineração, ferrovia, automotiva, canalização, pintura e construção indústrias; operários                                                                                                   |
| Cavidade nasal e seio | Gás mostarda, pó de níquel, cromo pó, pó de couro, pó de madeira, rádio                                        | Indústria têxtil e de panificação, farinha moagem, refino de níquel, móveis e construtores de armários, sapateiros                                                                         |
| Pele                  | Arsênico, alcatrão de carvão, parafina, certos óleos, luz solar                                                | Limpeza de chaminés; trabalhos externos que envolvem muita exposição solar |

## Profissões de maior risco

### Bombeiros que combatem incêndios
Os bombeiros que combatem incêndios demonstraram taxas mais elevadas de certos tipos de câncer (sistemas respiratório, digestivo e urinário) e de todos os casos de câncer combinados, quando comparados com a população geral dos EUA.
Devido à falta de fontes de dados centrais e abrangentes, a investigação sobre as taxas de câncer entre os bombeiros tem sido um desafio. Em 7 de julho de 2018, o Congresso aprovou a Lei de Registro de Câncer de Bombeiros de 2018, exigindo que o Instituto Nacional de Saúde Ocupacional e Segurança dos Centros de Controle e Prevenção de Doenças criassem o Registro Nacional de Bombeiros projetado para coletar dados sobre as taxas de câncer entre os bombeiros dos EUA.

## Epidemiologia
Estima-se que 48.000 tipos de câncer sejam diagnosticados anualmente nos EUA devido a causas ocupacionais. Isso representa aproximadamente 4-10% do total de casos câncer nos Estados Unidos. Estima-se que 19% dos casos de câncer a nível mundial são atribuídos a exposições ambientais (incluindo exposições relacionadas com o trabalho). Estima-se que existam anualmente cerca de 120 000 casos de câncer relacionados com o trabalho na União Européia devido à exposição a agentes cancerígenos no trabalho.
Muitos casos de câncer profissionais são evitáveis. Equipamentos de proteção individual, controles no local de trabalho e educação dos trabalhadores podem prevenir a exposição a agentes cancerígenos no local de trabalho. Foi também demonstrado que o tabagismo aumenta o risco de câncer relacionados com o trabalho. Diminuir ou abster-se de fumar pode diminuir o risco de câncer.
Agências como a Food and Drug Administration dos EUA, a Agência de Proteção Ambiental, a Agência Internacional de Pesquisa sobre o Câncer (IARC) e a Administração de Segurança e Saúde Ocupacional desenvolveram padrões e limites de segurança para exposição a produtos químicos e à radiação. A Organização Internacional do Trabalho também adotou a Convenção sobre o Câncer Ocupacional (C139) em 1979 para melhorar as condições de segurança no local de trabalho.